# Camden Town (stacja metra)
Camden Town - stacja metra londyńskiego położona w dzielnicy Camden. Stacja powstała w 1907. W czasie II wojny światowej była jedną z ośmiu stacji metra, pod których peronami dodatkowo wybudowano schrony głębinowe, mające służyć mieszkańcom podczas niemieckich nalotów.
Leży na trasie Northern Line i pełni szczególną rolę w układzie tej linii. Spotykają się na niej dwa odgałęzienia północne, ale zarazem zaraz za nią linia ponownie się rozdziela na dwa odgałęzienia śródmiejskie. Należy do drugiej strefy biletowej. Obecnie ze stacji korzysta ok. 18,8 mln pasażerów rocznie.

## Zobacz też

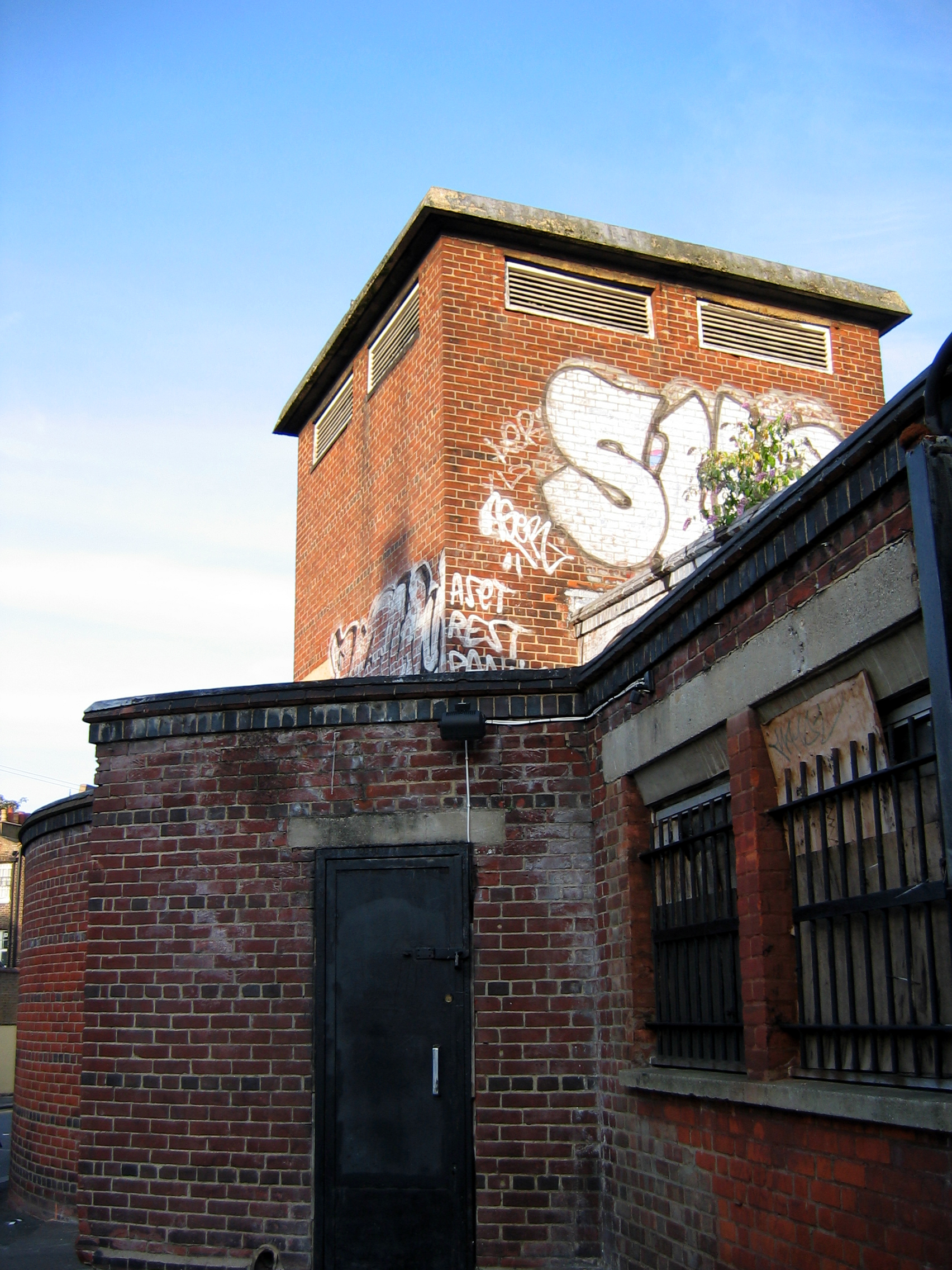
Jedno z wejść do schronu pod stacją